# Česmenska bitka
Česmenska bitka (rusko Чесме́нское сраже́ние) se je zgodila 5.–7. julija 1770 med rusko-turško vojno (1768–1774) v bližini Česmenskega zaliva na zahodu Anatolije pri otoku Hiosu. Danes se v Rusiji praznuje kot dan vojaške časti.
Rusko-turška vojna je izbruhnila leta 1768 in Rusija je poslala več eskader z Baltskega v Sredozemsko morje, da bi preusmerila pozornost Turkov stran od Črnomorske flote, ki je takrat obsegala le 6 linijskih ladij. Poiskati otomansko floto sta se odpravili dve eskadri pod poveljstvom admirala Grigorija Andrejeviča Spiridova in britanskega svetovalca kontraadmirala Johna Elphinstona. Celotni floti dveh eskader je poveljeval grof Aleksej Grigorjevič Orlov.
Ruski eskadri sta turško floto našli severno od Česmenskega zaliva v zahodni Anatoliji. Turško floto je sestavljalo 14 linijskih ladij, 6 šebekov, 6 fregat, 13 galej in 32 manjših ladij. Skupno so imele okrog 1300 topov. Turki so začeli streljati okrog 11.45 ure, Rusi pa so jim sledili rahlo kasneje. Bojevanje se je končalo 7. julija okrog 8. ure. Rusi so imeli okrog 650 mrtvih, turške izgube pa so bile mnogo višje.